# Einheitssprache (Idealsprache)
Gottfried Wilhelm Leibniz schwärmte von einer Einheitssprache als künstlicher Idealsprache, welche die Menschheit untereinander verbinden sollte. Die Einheitssprache ist nach seiner Theorie ein optimales Denkinstrument und dient den Idealen der Aufklärung. (siehe: Universalsprache)
In der modernen Sprachphilosophie arbeiteten Insbesondere Gottlob Frege, Bertrand Russell und Rudolf Carnap an Konzepten für eine Idealsprache in den Wissenschaften.
Weitere Idealsprachen, welche sich als Einheitssprachen, jedoch nur als Kommunikationsmittel verstehen, sind Plansprachen.